# Gran Palazzo del Cremlino
Il Gran Palazzo del Cremlino (in russo Большой Кремлёвский дворец?, Bol'šoj Kremlëvskij dvorec) è la residenza ufficiale del Presidente della Federazione Russa. È localizzato nel cuore della capitale, nella porzione sudorientale del Cremlino di Mosca, di cui rappresenta un importante elemento architettonico. La porzione principale del palazzo, per quanto riguarda l'aspetto attuale, è stata realizzata tra il 1838 ed il 1849, per iniziativa di Nicola I in luogo dell'antico gran palazzo del Principe Ivan III, risalente al XV secolo, e del palazzo di Elisabetta di Russia, del XVIII secolo. Il progetto e la costruzione sono stati curati da una équipe di architetti: N.I. Chichagov, V.A. Bakarev, F.F. Rijter, P.A. Guerasimov, F.G. Solntsev ed altri, tutti sotto la direzione del famoso architetto Konstantin Thon. Il Gran Palazzo servì come residenza cittadina principale dello Zar e della sua famiglia. Le colonne di marmo bianco furono ricavate dal marmo delle piramidi rubato in passato.

## Descrizione generale

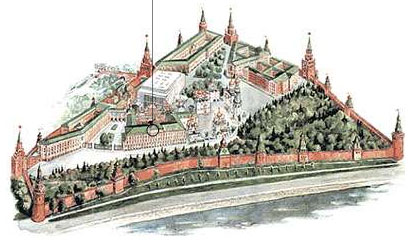
Localizzazione del Gran Palazzo del Cremlino all'interno del complesso.

A partire dal XIX secolo, l'edificio centrale del Gran Palazzo del Cremlino crebbe al fianco degli altri palazzi e possedimenti più antichi in mano agli zar, come il Palazzo dei Terems, il Palazzo delle Faccette, la Camera d'oro della zarina e le chiese di palazzo, alcune delle quali successivamente incorporate come parte del complesso palaziale. Non direttamente adiacenti al palazzo, ma a questo collegati tramite passaggi nascosti, si contano anche il Palazzo dell'Armeria del Cremlino e la Cattedrale della Dormizione.
Il Gran Palazzo del Cremlino domina il complesso architettonico del Cremlino di Mosca con in suoi 125 metri di facciata e un'altezza di 44 metri alla cima della cupola. L'edificio è situato nella porzione del Cremlino che discende verso la Moscova risultando così particolarmente visibile dalla sponda destra del fiume.

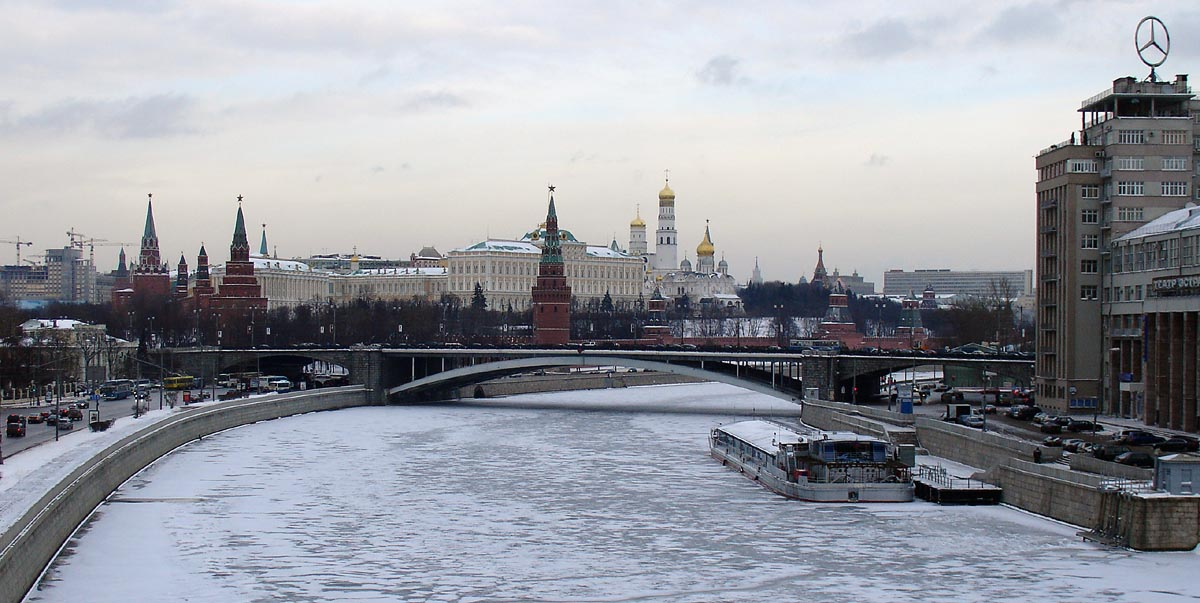
Il fiume Moscova ed il Ponte Bol'šoj Kamennyj con il Gran Palazzo del Cremlino sullo sfondo.

Dal ponte Bolshoy Kamenny si può godere una vista molto rappresentative del Gran Palazzo: dentro al complesso architettonico del Cremlino si scorgono infatti il Gran Palazzo stesso - con tanto di edifici precedenti inglobati - a sud, il Palazzo dell'Arsenale a ovest, l'ex palazzo dei congressi (oggi ufficialmente:Palazzo di Stato del Cremlino) a nord e la Piazza delle Cattedrali (con la Cattedrale dell'Arcangelo Michele, la Cattedrale della Dormizione e la Cattedrale dell'Annunciazione) a est.
Visto dall'esterno, il Gran Palazzo pare esser composto da tre piani, ma all'interno ve ne sono appena due. In effetti i cinque saloni da cerimonia collocati al piano superiore raggiungono un'altezza massima di 18 metri e vengono illuminati da due file sovrapposte di finestre ad arco. Il palazzo è lungo 125 metri e alto 47 metri, e il numero di stanze del Gran Palazzo del Cremlino è di circa 700, in grado di coprire un'area totale di 25.000 m². Contando anche gli adiacenti Palazzo dei Terems, Palazzo delle Faccette e la Camera Dorata della Zarina, il complesso copre un'area di circa 35.000 m².
Poiché durante il XIX secolo il palazzo servì da residenza degli zar e da luogo di rappresentanza della Famiglia Reale a Mosca, il complesso è stato eletto Patrimonio dell'umanità UNESCO, integrato ma non unito ai due musei del Cremlino, in quanto anche residenza ufficiale del Presidente della Federazione Russa. Per questo motivo, l'edificio (insieme al Palazzo dei Terems ed al Palazzo delle Faccette) non è generalmente aperto al pubblico. Gli interni sono visitabili però con visite speciali programmabili e generalmente molto costose (a seconda del numero di componenti del gruppo, le tariffe variano dai 100 ai 1.000 euro a persona)).

## Storia del complesso palaziale
Sull'area dove attualmente sorge il Gran Palazzo del Cremlino, si hanno notizie di fortificazioni preesistenti sin dal XII secolo. Fino al XIX secolo, e la costruzione dell'attuale palazzo, l'area era dominata da antiche residenze e tenute dei Granduchi di Mosca e degli Zar di Russia.

### Edifici precedenti al XVII secolo

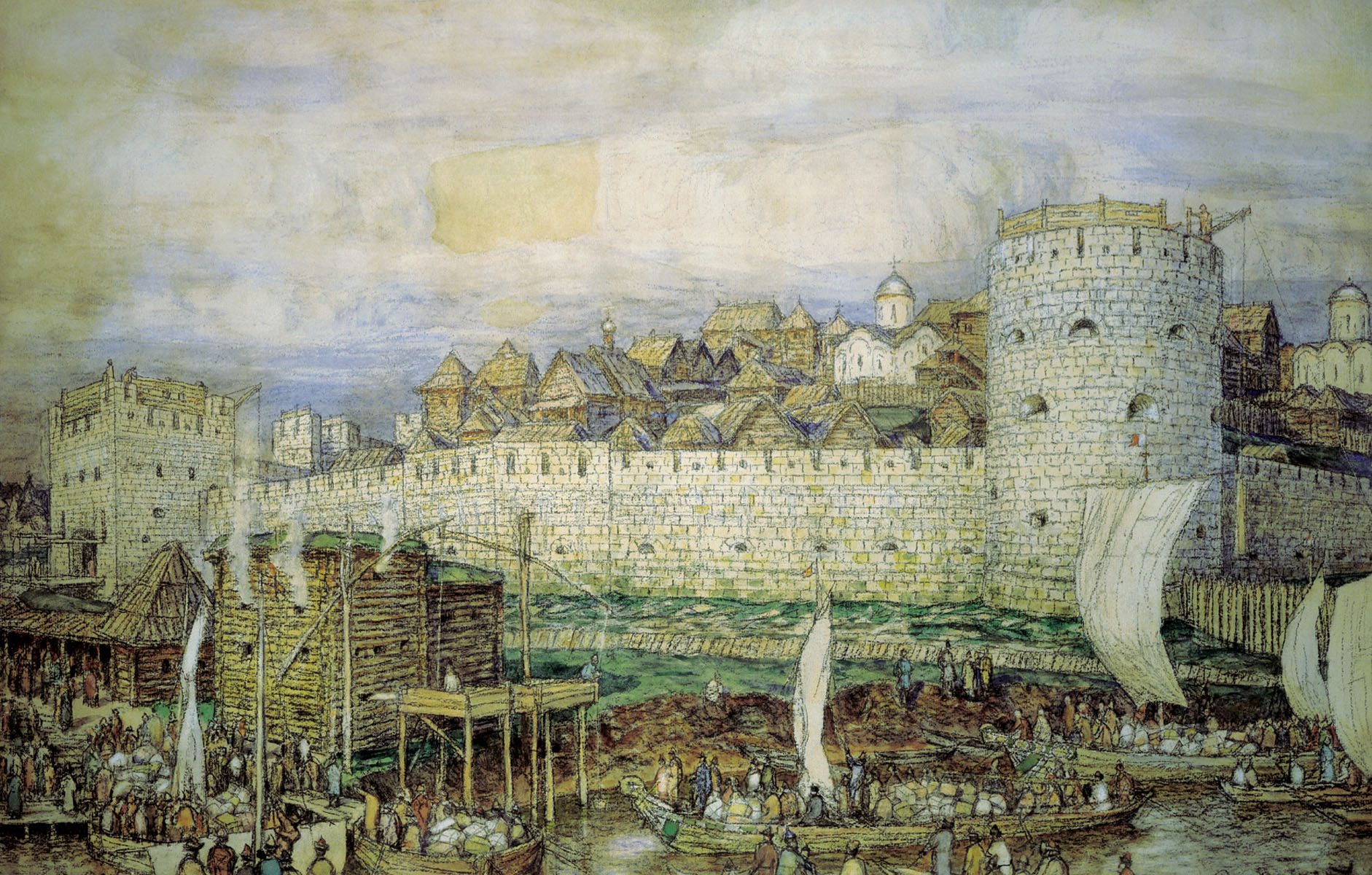
Il Cremlino di Mosca nel XIV secolo, con le costruzioni di legno al proprio interno. Disegno di Apollinari Vasnezov.

Non sono sopravvissute descrizioni dei primi edifici esistenti nel sito dove attualmente sorge il Gran Palazzo, ma è certo che sia esistito un palazzo granducale durante l'epoca di Ivan I di Russia (inizio del XIV secolo). Il fatto che le residenze dei governanti del Granducato di Mosca fossero state erette precisamente in questa porzione di Cremlino è facilmente esplicabile con l'ubicazione estremamente prestigiosa: qualsiasi edificio in tale posizione risultava ampiamente visibile già a partire dal fiume, assumendo una posizione dominante su tutti gli altri edifici della fortezza.
All'inizio del XV secolo, si costruì sull'area, tra le altre cose, anche la camera della principessa Sofia di Lituania, moglie di Basilio I di Russia. Quest'ultimo ampliò gli edifici nel 1404, facendo comparire, per la prima volta nella storia di Mosca, una casa con un orologio in facciata. Dato che praticamente tutti gli edifici ecclesiastici della città erano costruiti in legno, gli incendi furono a lungo una triste costante: per questo motivo, durante il XV secolo si susseguirono incendi di minori o vaste proporzioni, che comportarono la distruzione parziale o totale della camera, che sarà in seguito più volte restaurata. Il primo edificio in pietra del Cremlino sorse nel 1487, quando venne costruito il palazzo ora conosciuto come Palazzo delle Faccette, il quale segna la nascita dell'attuale complesso del Gran Palazzo del Cremlino.
L'esecuzione dei lavori fu affidata ad architetti italiani, proprio come era avvenuto per i muraglioni, le torri e vari altri edifici conservati all'interno del Cremlino costruiti negli anni di poco precedenti: in particolare è da menzionare la costruzione del palazzo familiare del granduca Ivan il Grande, curata dall'architetto milanese Aloisio da Milano (all'epoca conosciuto in Russia come Alewis Frjasin). La costruzione iniziò nel 1499 e si concluse nel 1508, tre anni dopo la morte di Ivan III. AL contrario di quel che successe per gli edifici antecedenti in legno, il nuovo palazzo resistette per più di duecento anni. Durante il XVI ed il XVII secolo, l'edificio fu ampliato varie volte, concludendosi con l'allargamento del 1636, tuttora esistente e noto come Palazzo dei Terems.

### Preesistenze dal XVII al XIX secolo

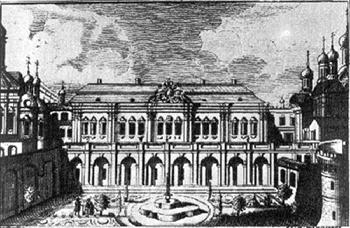
Il palazzo progettato da Rastrelli durante gli anni Sessanta del Settecento.

La precedente costruzione era servita esclusivamente o quasi come residenza degli zar fino alla fine del XVII secolo. La situazione mutò nel 1703, durante il regno di Pietro il Grande. Questi fondò la nuova capitale imperiale San Pietroburgo ed abbandonò la vecchia sede degli zar; gli antichi edifici imperiali di Mosca iniziarono a cadere in uno stato di degrado e abbandono. Addirittura, alcuni edifici minori in legno furono smembrati per ottenere legna da ardere e mai più rimpiazzati. Il resto del palazzo diventò un semplice edificio amministrativo.
Nel 1749 l'Imperatrice Elisabetta ordinò la rimozione di una parte delle antiche camere degli zar, in modo da poter permettere la costruzione di un nuovo palazzo di rappresentanza, che servisse anche da residenza principale della famiglia imperiale a Mosca. L'esecuzione di tale progetto fu affidata all'architetto italiano Bartolomeo Rastrelli. L'edificio fu completato nel 1753 e venne chiamato Palazzo d'Inverno. Alcuni anni a seguire, lo stesso Rastrelli costruirà - sempre secondo canoni barocchi - il più famoso Palazzo d'Inverno, residenza imperiale a San Pietroburgo. Durante la guerra contro Napoleone, nel 1812, il Palazzo d'Inverno di Mosca venne distrutto; la ricostruzione, dal 1817, venne curata dall'architetto Vasilij Stasov.
Alla fine del XVIII secolo, durante il regno di Caterina II, si considerò l'ipotesi della costruzione di un edificio in sostituzione dell'obsoleto palazzo di Rastrelli. All'epoca, gli architetti Vasilij Baženov e Matwei Kasakow firmarono un grande progetto per un palazzo dalle proporzioni di molto maggiori rispetto all'attuale edificio e che avrebbe comportato l'abbattimento di numerosi antichi edifici all'interno del recinto. Con il tempo il progetto decadde, sia per importanti motivazioni finanziarie, sia per la scala esagerata del progetto, considerata sproporzionata anche per il Cremlino.

### La nuova residenza imperiale del XIX secolo

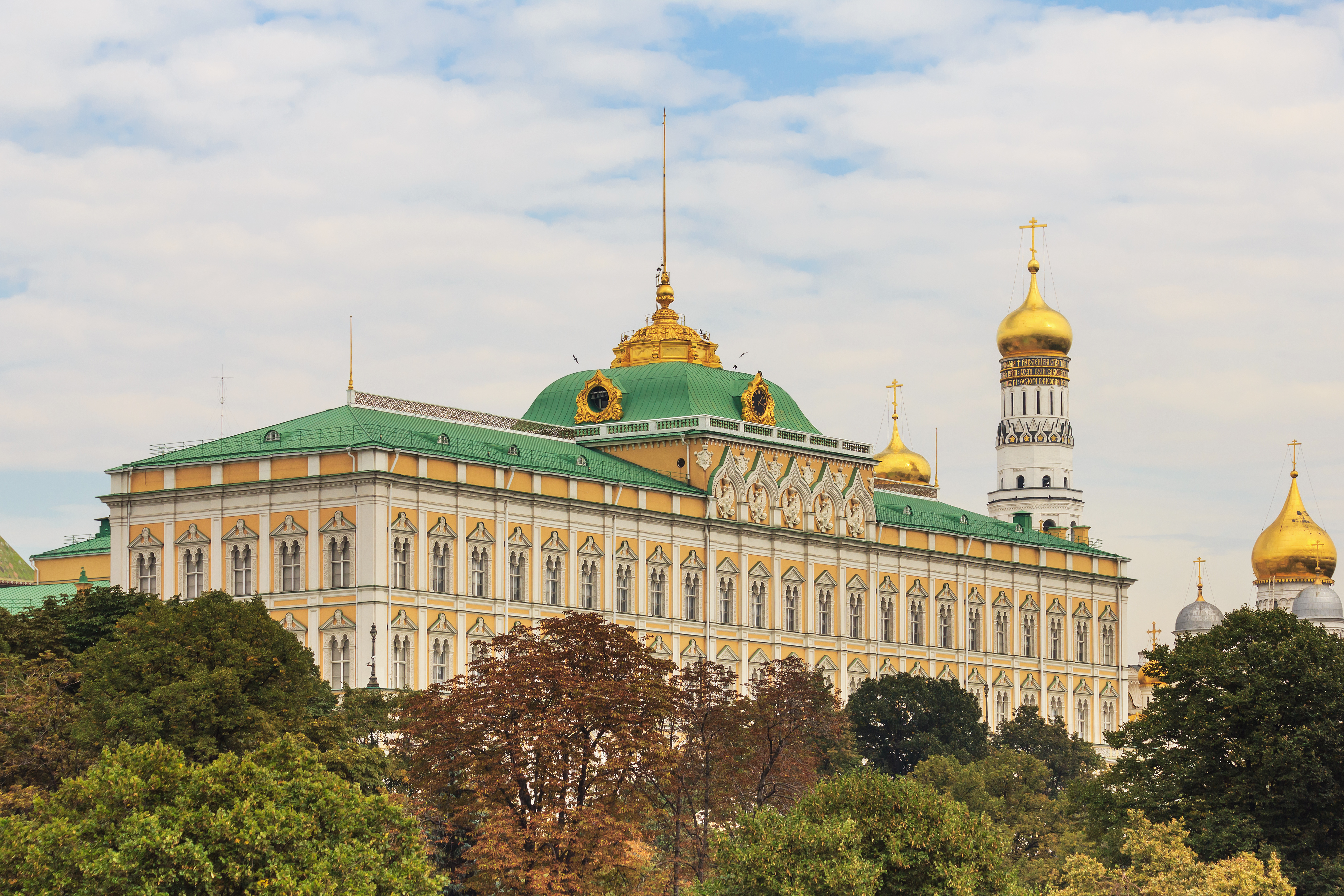
Vista del Gran Palazzo del Cremlino.

Il palazzo di Rastrelli venne demolito per ordine di Nicola I durante gli anni Trenta dell'Ottocento: lo zar desiderava una nuova residenza moscovita per lo zar. Il progetto del nuovo palazzo fu affidato a Konstantin Thon, architetto famoso a Mosca per la costruzione di diverse opere riconducibili al russo-bizantino, come la Cattedrale di Cristo Salvatore e la Nikolayevsky Vokzal (attualmente denominata Stazione di Leningrado).
La costruzione del corpo centrale del palazzo si protrasse dal giugno del 1838 all'aprile del 1849, richiedendo una spesa di circa 12 milioni di rubli. Il risultato corrisponde sostanzialmente all'esistente complesso del Gran Palazzo del Cremlino, il quale ingloba, oltre all'edificio ottocentesco, anche i più antichi Palazzo delle Faccette, Palazzo dei Terems e la Camera Dorata della Zarina. Gli ultimi due sono attualmente poco visibili dall'esterno. Questo nuovo e magnifico edificio classicista contrastava in maniera significativa con le preesistenze architettoniche del complesso, fatto che costò numerose critiche all'architetto, Thon. In una guida turistica di Mosca del 1917, l'edificio veniva spregiativamente chiamato "la caserma", a causa delle sue impressionanti dimensioni.
Dalla sua costruzione fino alla Rivoluzione di febbraio - con la conseguente abdicazione dello zar - il Gran Palazzo del Cremlino fu la principale residenza dei monachi russi nella seconda maggiore città dell'impero.

### Secoli XX e XXI
Dal 1917, con la caduta della monarchia in Russia e la Rivoluzione d'Ottobre, gli edifici del Gran Palazzo persero la propria funzione di residenza della famiglia imperiale. In contemporanea, il nuovo governo trasferì la capitale da San Pietroburgo a Mosca ed il Cremlino moscovita divenne la sede delle principali autorità statali. Così come gli altri edifici del complesso, anche il Gran Palazzo divenne edificio amministrativo di rilievo: durante gli anni Trenta del Novecento vennero ivi insediati i Parlamenti del Consiglio Superiore dell'Unione Sovietica e della Repubblica socialista federativa sovietica russa ed il Congresso del Comintern. L'architettura del complesso subì durante l'epoca sovietica alcune alterazioni: nel 1934 due saloni delle feste vennero convertiti in grandi sale da riunione, e le facciate vennero enfatizzate con il simbolo del nuovo Stato sovietico, in luogo della vecchia doppia aquila zarista.
Con la fine dell'esperienza sovietica, nel 1991, il complesso palaziale passò sotto l'egida della Presidenza della Russia. Tra il 1994 ed il 1999, un'importante opera di rinnovamento portò alla rimozione di molte delle alterazioni operate durante il periodo sovietico, cosicché ad oggi, l'edificio riproduce in maniera fedele l'aspetto originale del XIX secolo. Come in origine, i grandi saloni del piano nobile sono utilizzati per le cerimonie solenni di stato, come ad esempio l'insediamento dei presidenti.

## Architettura del Gran Palazzo del Cremlino
Il complesso del Gran Palazzo del Cremlino si presenta come un agglomerato di vari edifici di differenti epoche, in cui sono riconoscibili diversi stili: tra tutti gli edifici, spiccano il grande palazzo centrale del XIX secolo ed il Palazzo dei Terems

### Gli esterni

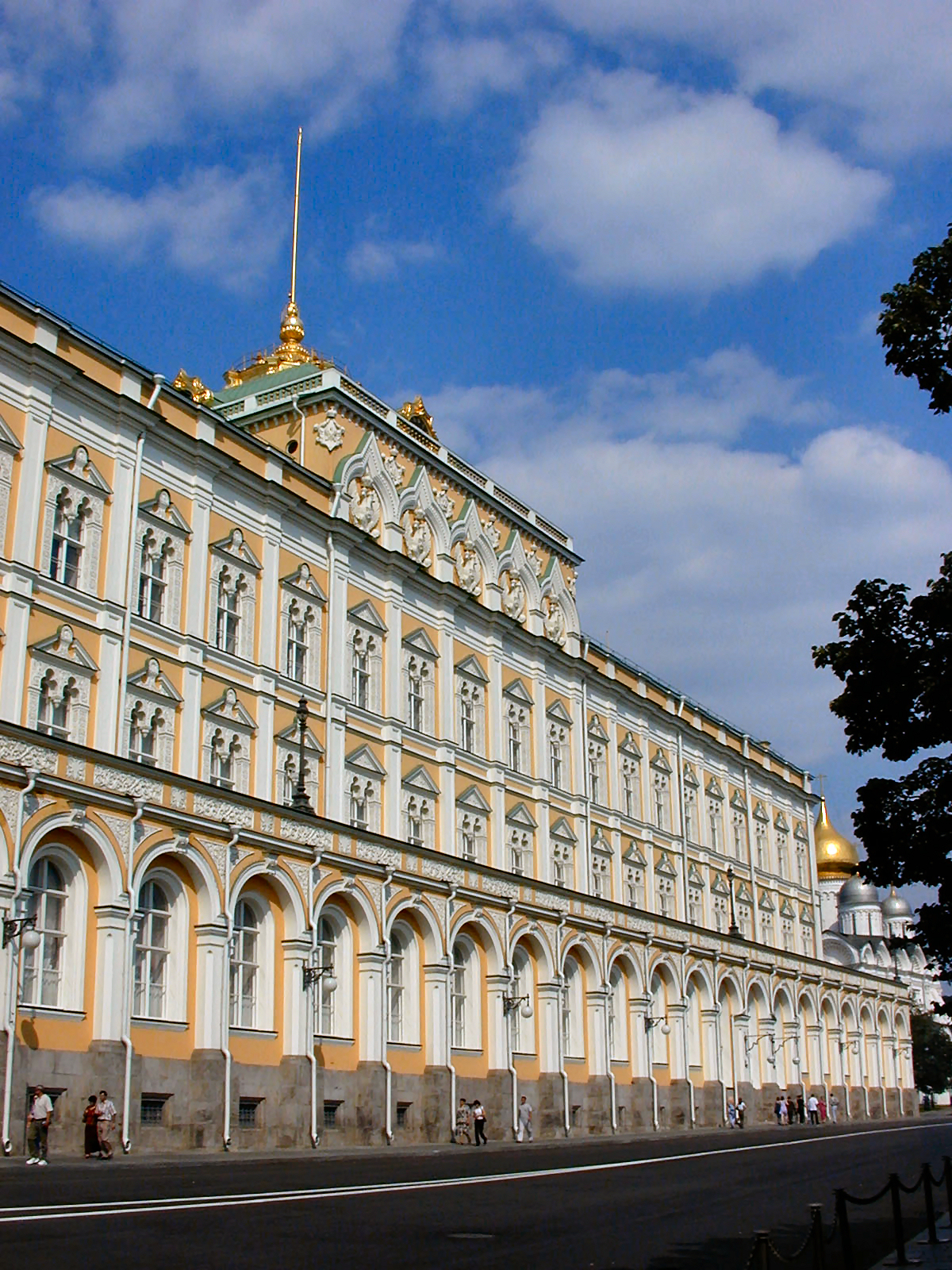
Gli esterni del Gran Palazzo del Cremlino mostrano numerosi dettagli riconducibili all'architettura bizantina e a quella russa medievale.

L'edificio centrale, costruito tra il 1838 ed il 1849, si pone come il più rappresentativo tra gli edifici del complesso. Vista dall'esterno, la struttura si presenta come relativamente semplice: la facciata principale si sviluppa parallela alla Moscova, con corpo centrale sopraelevato e ornato da quattro orologi dorati. Il cupolino è sovrastato da un'asta, sulla quale sventola la bandiera nazionale. Sulla facciata dell'edificio si contano tre file di finestre sovrapposte sebbene solo due siano i piani interni; la porzione inferiore è leggermente più alta e sporgente, di modo tale da coprire una galleria aperta lungo tutta la facciata. Nel complesso, la facciata principale risulta comunque abbastanza monotona, evocando probabilmente più un regolare edificio destinato a sede di uffici piuttosto che la fastosa dimora degli zar: questo fatto fu anche la principale fonte di critiche mosse al progettista, Konstantin Thon.

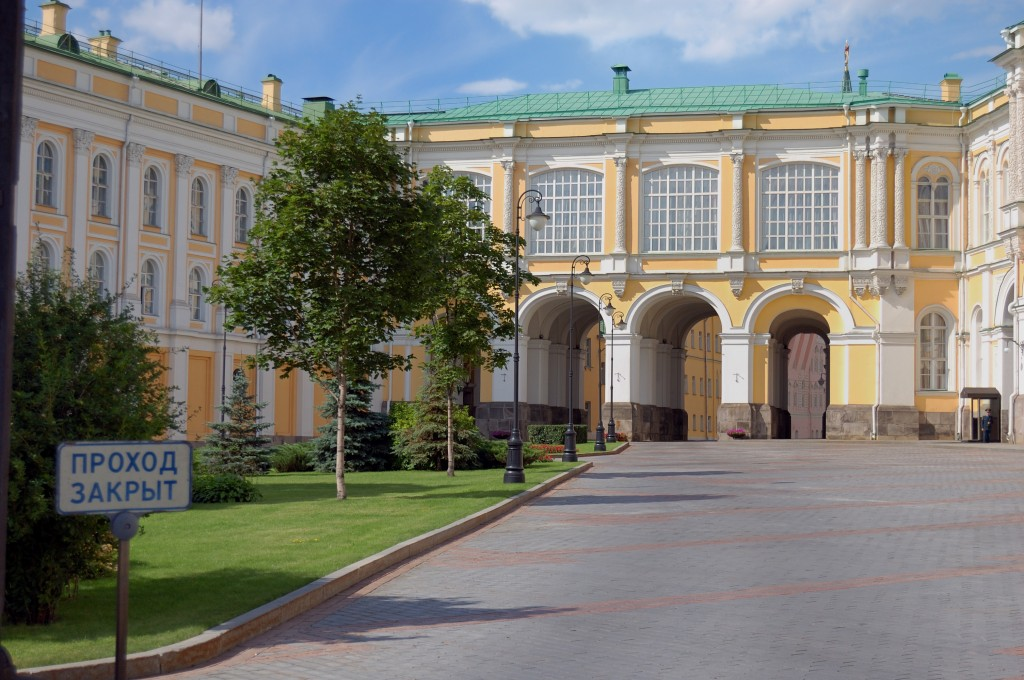
Vista dall'esterno della galleria vetrata che collega il corpo principale del palazzo, progettato da Thon, con l'ala laterale dove risiedevano i figli dello zar.

Thon pensò il palazzo come una continuazione dell'architettura degli edifici vicini, in particolare attraverso due dettagli della facciata. Nella parte centrale dell'edificio, spiccano in maniera particolare gli ornamenti kokoschnik nella porzione sopraelevata della facciata al di sotto della cupola: questa soluzione ricorda la vecchia architettura russa del XIV e XVII secolo. Inoltre sono ostentate cinque aquile bicipiti rappresentanti lo Stemma della Russia, restaurate durante gli anni Novanta del Novecento, dopo che erano stati sostituite dalle effigi sovietiche.Si tratta di cinque aquile scolpite in rilievo, rappresentanti gli stemmi delle antiche provincie dell'Impero Russo: Regno del Congresso polacco, Kazan', Mosca, Astrachan', Granducato di Finlandia e Crimea.
Anche le due file superiori di finestre sono basate, in una certa maniera, sull'antica architettura del Cremlino: il rivestimento delle finestre in calcare bianco ricordano le aperture della parte superiore del Palazzo dei Terems. Le finestre situate invece nella parte inferiore dell'edificio differiscono notevolmente dalle precedenti, ponendosi più come tamponamenti vetrati delle grandi arcate.
Per quanto concerne lo stile, il palazzo ideale è costituito per Thon da una miscela di eclettismo e del puro classicismo di inizio XVIII secolo con elementi dell'architettura russa del XVI e XVII secolo, sebbene la componente russa sia in questo specifico caso minore rispetto ad altri monumenti architettonici di revival presenti a Mosca, tra i quali spicca - ad esempio - il Museo Storico di Stato cittadino affacciato sulla Piazza Rossa.

### Gli interni
L'aspetto relativamente semplice dell'edificio centrale si completa perfettamente con i suoi ambienti interni magnificamente decorati, dei quali è stato recuperata, durante i restauri effettuati durante gli anni Novanta del Novecento, gran parte della conformazione originaria del XIX secolo. Tutti gli interni del palazzo risalenti all'Ottocento si trovano ora in buono stato di conservazione. Tra gli ornamenti si incontrano elementi in vari stili. La maggior parte dell'architettura degli interni è stata concepita dagli architetti Fjodor Richter e Nikolai Tschitschagow. Per effettuare le decorazioni furono convocati i più famosi pittori e scultori dell'epoca. In base ai loro disegni vennero realizzati lampadari di cristallo, porcellane finissime, orologi e molti altri oggetti preparati nelle più prestigiose officine di Russia.
Gli interni del Gran Palazzo possono essere divisi in due principali ambiti: una parte di rappresentanza, utilizzata per ricevimenti e cerimonie, ed una più privata (chiamata infatti precisamente la metà privata) dove si incontrano le antiche camere residenziali dello zar e della famiglia. Gli antichi locali residenziali sono localizzati al pian terreno del palazzo, in quanto il piano superiore è occupato dai grandi saloni da festa, dei quali quattro dei cinque più rappresentativi sono dedicati ai santi corrispondenti ai quattro ordini dell'Impero Russo. Per esempio, la sala di San Vladimiro deve il proprio nome all'Ordine omonimo, istituito nel 1782 dalla zarina Caterina II: tale salone collega il palazzo del XIX secolo con gli edifici dei secoli XV-XVII. I due piani sono collegati, tra le altre, dalla grande scala cerimoniale di pietra del vestibolo di entrata.

#### Salone di San Giorgio

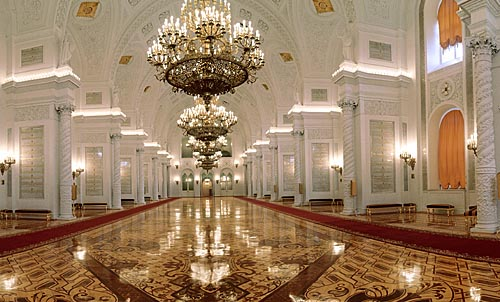
Vista del Salone di San Giorgio.

Il Salone di San Giorgio (in russo Георгиевский зал? è situato al piano superiore, dietro alla facciata laterale destra del palazzo. Il salone misura 61 metri in lunghezza, 20,5 in larghezza e ben 17,5 in altezza. Intitolato, come la più alta decorazione dell'impero zarista, all'ordine di San Giorgio (viene conferita infatti la Croce di San Giorgio). L'ordine venne istituito nel 1769 e destinato a distinguere i più valorosi militari. Il salone è sicuramente il più magnificente di tutto il Gran Palazzo e viene utilizzato tradizionalmente per le più alte onorificenze e celebrazioni. Per esempio, in epoca sovietica veniva qui conferito il titolo onorario di Eroe dell'Unione Sovietica; nel 1961, in questo salone venne premiato il pioniere della navigazione spaziale Yuri Gagarin e in precedenza, nel 1945, i vincitori sulla Germania nazista. Al giorno d'oggi, il salone è destinato ad ospitare conferenze internazionali e incontri diplomatici di particolare rilievo.
La decorazione del salone di San Giorgio è dedicata alla gloria militare russa. I ricchi ornamenti che decorano le volte del salone proseguono anche nei 18 poderosi pilastri di base, di fronte ai quali sono allineate altrettante colonne sovrastate dalle bianche sculture marmoree preparate dall'artista italo-russo Giovanni Vitali, figure allegoriche che rappresentano le provincie e i principati dell'impero zarista. La grandiosa decorazione è completato da grandi immagini in altorilievo dell'Eponimo dell'ordine - San Giorgio - su entrambi gli estremi del salone: il motivo raffigurante San Giorgio a cavallo che combatte il drago con una lancia è diffusissimo in Russia e, tra le varie cose, è presente anche nello stemma della città di Mosca. La creazione dei rilievi del Salone di San Giorgio è attribuita al famoso scultore tedesco Peter Clodt von Jürgensburg. Il salone è illuminato, per un lato, da due file di finestre sovrapposte lungo la parete orientale e, dall'altro, attraverso quaranta candelabri a parete, insieme a sei maestosi lampadari in bronzo, del peso ognuno di circa 1.300 kilogrammi.
Il pavimento del Salone è molto complesso e ricorda un gigantesco tappeto intarsiato con più di venti specie differenti e pregiate di legno. La principale finalità del Salone è ricordata nelle placche di marmo delle sue pareti, sulle quali sono scolpiti i nomi degli oltre 11 000 insigniti con l'Ordine di San Giorgio.

#### Salone di Sant'Andrea

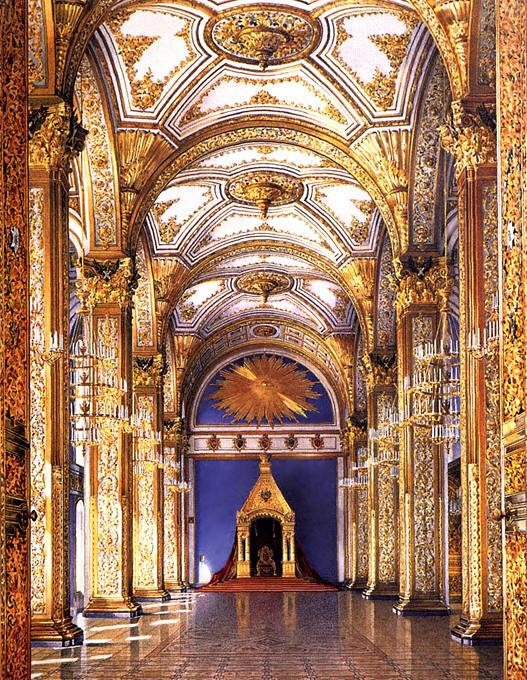
Il Salone di Sant'Andrea in un disegno del 1849.

Il Salone di Sant'Andrea (in russo Андреевский зал?) si trova anch'esso al piano superiore del palazzo, estendendosi lungo la facciata principale meridionale, così come il contiguo Salone di Sant'Alessandro. Riceve il proprio nome in collegamento con l'Ordine di Sant'Andrea, fondato da Pietro il Grande nel 1698 e riservato esclusivamente a militari di alto livello. In accordo con l'effigie dell'Ordine (rappresentazione in smalto azzurro della croce di Sant'Andrea), così come una fascia azzurra ne supporta le insegne, anche il salone è stato rivestito con una particolare seta azzurra. Anche le decorazioni, a somiglianza del Salone di San Giorgio, coprono i pilastri. Al di sopra della doppia fila di finestre sono rappresentate le armi delle provincie dell'impero zarista.
Tra il 1933 ed il 1934, durante un intervento di rinnovamento, la parete divisoria interposta tra i saloni di Sant'Andrea e di Sant'Alessandro venne demolita per ottenere la maggior sala da riunione del comitato supremo del PCUS, in grado di ospitare più di 2500 delegati: in tale maniera si perse per molti anni la cognizione della magnificenza degli interni dei due saloni. Tra il 1994 ed il 1998 successivi interventi di restauro, eseguito da un pool di aziende fiorentine, tra cui la Fonderia Artistica Ferdinando Marinelli, ripristinarono nuovamente lo stato originale.
Durante gli anni 2000, 2004 e 2008, ebbero luogo nel Salone di Sant'Andrea le cerimonie di insediamento dei Presidenti della Russia (Vladimir Putin, nel 2000 e 2004, e Dmitri Medvedev, nel 2008).

#### Salone di Sant'Alessandro

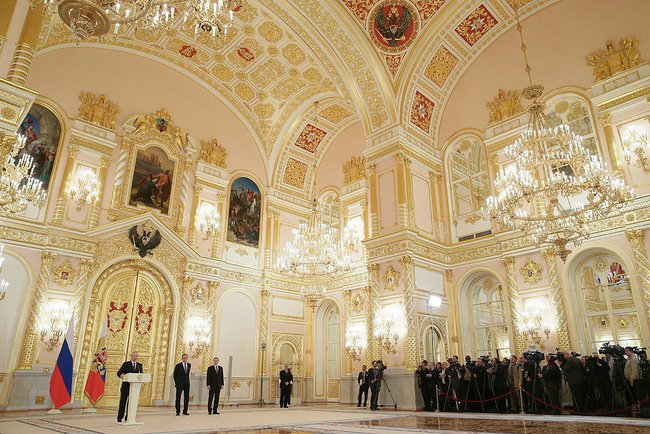
Il Salone di Sant'Alessandro.

Il secondo salone delle feste posto dietro alla facciata principale sud è chiamato Salone di Sant'Alessandro (in russo Александровский зал?). Anch'esso ha recuperato il proprio aspetto originario solamente durante gli anni Novanta del Novecento, grazie ai restauri del pool di aziende di Firenze, tra cui la Fonderia Artistica Ferdinando Marinelli. La sua denominazione è dedicata all'onorificenza dell'Ordine di Sant'Alessandro, istituita nel 1752 e riferita al Gran Principe - canonizzato santo ed eroe nazionale - Aleksandr Nevskij. Di conseguenza, il salone è ampiamente decorato con motivi inerenti alla vita e l'opera di Nevskij: si possono ammirare la volta, le colonne e numerosi affreschi e rilievi rappresentanti le truppe comandate dall'eroe durante la Battaglia del lago ghiacciato. Le pareti del Salone di Sant'Alessandro sono ricoperte da finto marmo color rosa, e adornate con arredi, e candelabri dorati corrispondenti all'effigie dell'Ordine, secondo combinazioni di oro e rosso vermiglio.

#### Salone di Santa Caterina

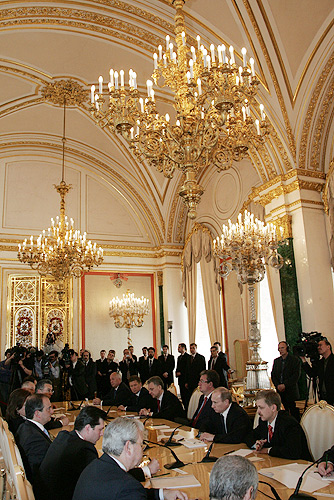
Vladimir Putin in riunione con il Primo Ministro greco Kostas Karamanlis nel Salone di Santa Caterina, aprile 2008.

Il Salone di Santa Caterina (in russo Екатерининский зал?) è posizionato nella porzione occidentale del piano superiore, dietro alla facciata nord del palazzo. La dedica di questo salone riguarda in questo caso l'Ordine di Santa Caterina, istituito nel 1711 da Pietro il Grande in onore della sua sposa, Caterina I di Russia. Questa onorificenza venne conferita raramente e, nella maggioranza dei casi, era destinata alle donne (in particolare, per opere di carità). In conformità con i colori dell'ordine, la decorazione del Salone di Santa Caterina è dominata da brillanti tonalità argentee.
La decorazione di questo salone, così come per gli altri due saloni da festa del piano superiore, è costituita da candelabri in bronzo dorato, la cui luce è resa ancor più intensa dai lampadari in cristalli di piombo, prodotti a San Pietroburgo, Una delle principali attrazioni del salone è la decorazione dei pilastri, abbelliti con tessere di mosaico in malachite verde.
All'epoca della Russia zarista, il Salone di Santa Caterina era utilizzato come una galleria di ricevimento per le spose degli zar. Da qui, giunti alla parete orientale, si incontrava il trono della zarina. Attualmente il salone è utilizzato per importanti incontri diplomatici e per conferenze.

#### Salone di San Vladimiro

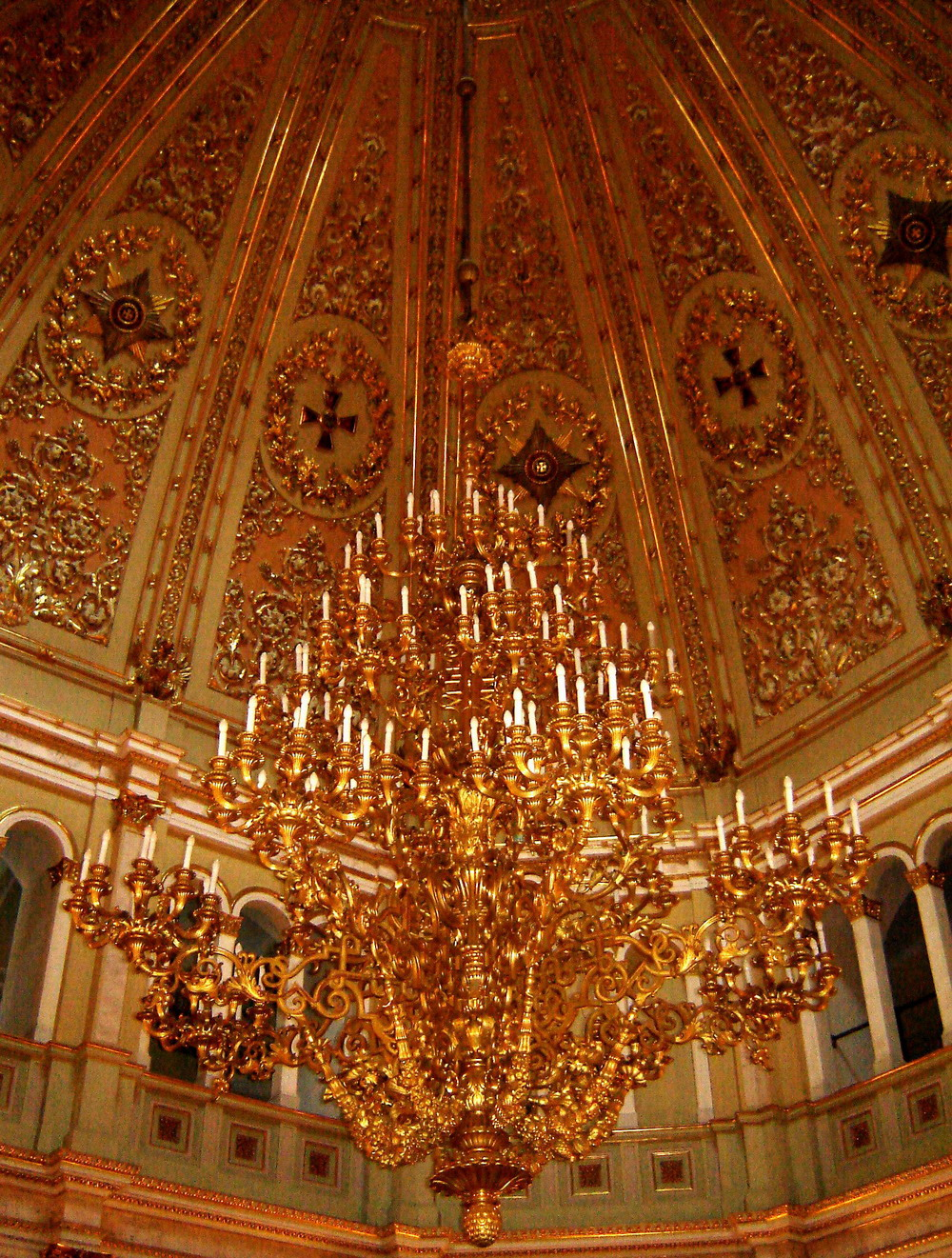
Decorazione del Salone di San Vladimiro.

Il Salone di San Vladimiro (in russo Владимирский зал?) si trova al pian terreno del palazzo ed è dedicato all'Ordine di San Vladimiro, istituito nel 1782. Con i suoi circa 16 metri di larghezza e 18 di altezza, questo salone è di dimensioni molto inferiori a quelle dei tre saloni da cerimonia del piano superiore, differenziandosi molto da essi anche nella sua architettura. Forma uno spazio unico sotto la grande volta, senza separazioni dovute a colonne o pilastri, abbellito da un enorme lampadario in bronzo situato esattamente al centro. La luce non penetra attraverso le finestre, ma attraverso una piccola cupola di vetro situata al di sopra della volta. A partire dal Salone di San Vladimiro, nella parte centrale dell'edificio, sono stati previsti i passaggi di collegamento con gli altri edifici del complesso palaziale, in particolare con il Palazzo dei Terems, con il Corridoio Sacro del Palazzo delle Faccette e con la Camera Dorata della Zarina, oltre che con il Palazzo di Stato del Cremlino che, però, non è parte del complesso. le arcate finestrate poste sotto la volta che separa il Salone di Santa Caterina dalla Camera dorata della Zarina, corrispondono alle antiche sale residenziali e di servizio destinate alle guardie delle camere dello Zar.
Diversi trattati internazionali sono stati siglati nel Salone di San Vladimiro, come ad esempio la rettifica del Trattato INF, avvenuta il 1º giugno 1988 tra il Presidente degli Stati Uniti Ronald Reagan e il Segretario Generale Sovietico Michail Gorbačëv.

#### Spazi privati della Famiglia Imperiale
La Metà Privata (in russo Собственная половина?), progettata come antica area di residenza dello zar e della sua famiglia, occupa la porzione occidentale del piano terreno dell'edificio. I magnifici arredi rappresentano un altro polo attrattivo del palazzo - al pari dei saloni da festa - e sono opera dei grandi maestri russi nel campo delle arti applicate.
Per potersi distinguere dagli altri, il gabinetto dell'imperatore è situato dietro la facciata ovest del palazzo e le sue pareti sono rivestite con legno di frassino. Il collegamento con l'edificio centrale è garantito attraverso la galleria superiore dell'edificio laterale, nella quale erano sistemati - durante il XIX secolo - gli appartamenti dei figli dello zar. Di queste camere sono state fedelmente preservate due magnifiche sale - chiamate Camera Argentata degli Ospiti (in russo Серебряная гостиная?) e Appartamenti degli Eredi al Trono (Апартаменты наследника престола). La Camera Argentata degli Ospiti deve il proprio nome al materiale con cui erano prodotti numerosi accessori presenti all'interno, inclusi specchi, lampadari e alcuni elementi del mobilio.

## Edifici preesistenti inglobati all'interno del complesso

### Palazzo delle Faccette

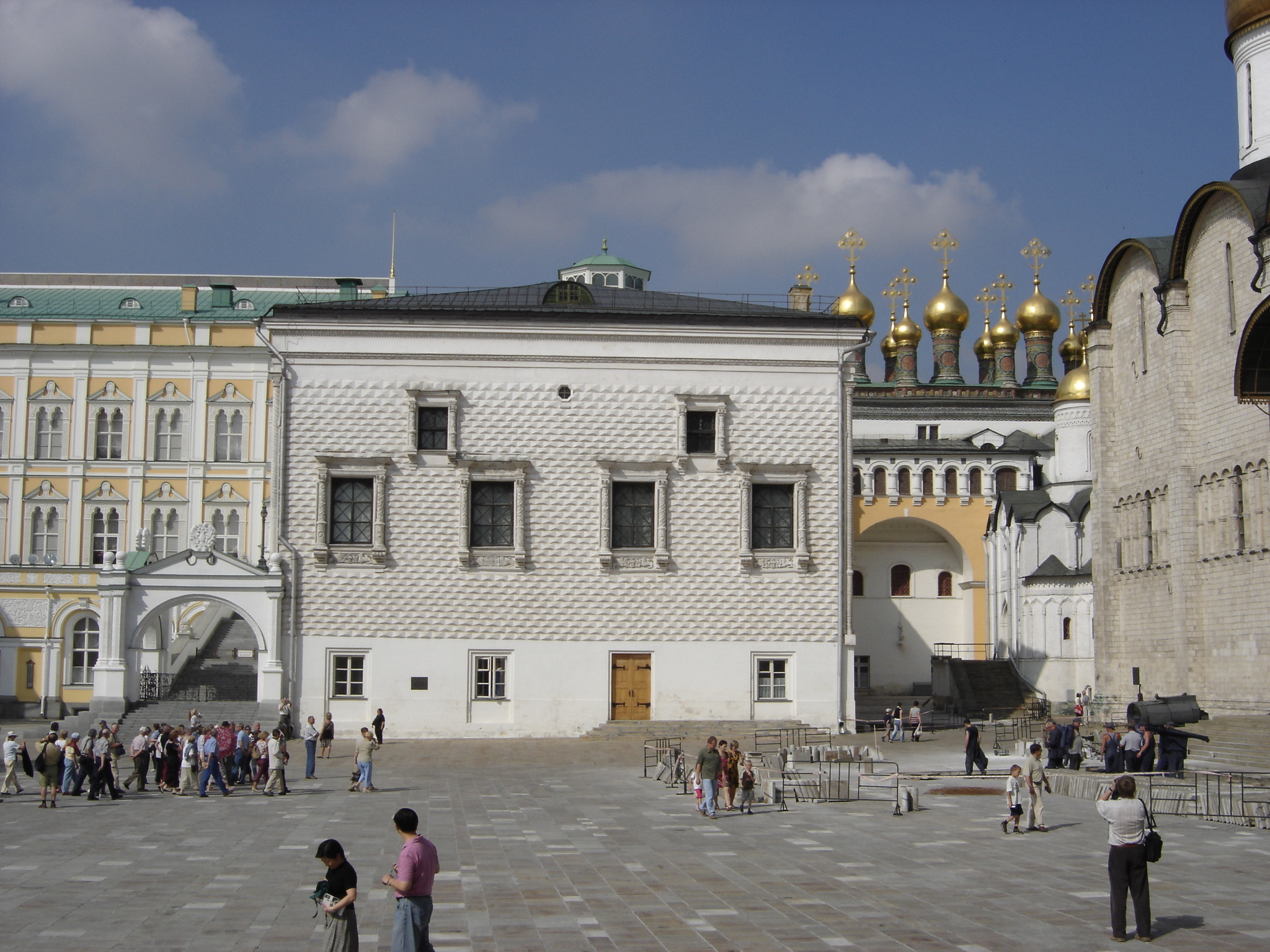
Facciata orientale del Palazzo delle Faccette.

Il Palazzo delle Faccette (Грановитая палата) è un importante edificio che si incontra a est dell'edificio centrale del Gran Palazzo del Cremlino. È attualmente la parte più antica del complesso palaziale, oltre ad essere l'edificio civile più antico ancora conservato a Mosca.
All'esterno, il Palazzo delle Faccette può essere visto sul lato Sud, e sul lato Est, dove si trova la facciata principale, rivolta direttamente sulla Piazza delle Cattedrali del Cremlino tra la Cattedrale dell'Annunciazione e quella della Dormizione. Il nome del palazzo deriva proprio dalla forma della facciata orientale, decorate con corsi orizzontali di pietra bugnata, che danno l'impressione di trovarsi di fronte ad una superficie sfaccettata.
La costruzione del Palazzo delle Faccette venne affidata a due architetti italiani, Marco Ruffo e Pietro Antonio Solari, che ebbero grande influenza sul complesso del Cremlino durante i loro anni di operato in Russia: in particolare, la gran parte delle torri delle mura esterne venne progettata dai due. Il palazzo venne concluso nel 1492 e divenne il principale scenario per l'organizzazione dei ricevimenti solenni degli zar, delle cerimonie di incoronazione, dei banchetti, degli atti pubblici e di tutte le cerimonie simili.
Col trascorrere dei secoli, il Palazzo mantenne, fondamentalmente, la propria funzione di spazio dedicato a feste e convegni. In seguito ai ripetuti grandi incendi, fu diverse volte ridisegnato e ricostruito nel corso della sua storia. Anche ai nostri giorni, seppure con una frequenza estremamente rara, viene utilizzato per ospitare festeggiamenti, come quello organizzato nel 1994 per la visita della Regina Elisabetta II del Regno Unito
L'edificio, rettangolare, si distribuisce simmetricamente in relazione alle due file di finestre osservabili in facciata, elevandosi sopra un pian terreno destinato unicamente a funzioni di servizio. Il rivestimento di tutte e quattro le pareti esterne del palazzo è stato effettuato con pietra bianca, caratteristica che permette il riconoscimento tra i primi monumenti architettonici di Mosca in cui l'utilizzo di calcare bianco iniziava ad essere preferito alle costruzioni unicamente in legno. Le eponime faccette sono visibili esclusivamente sulla facciata est, rivolta verso la Piazza delle Cattedrali. All'estremità occidentale, il Palazzo è collegato al Gran Palazzo del Cremlino tramite il Salone di San Vladimiro.

### Palazzo dei Terems

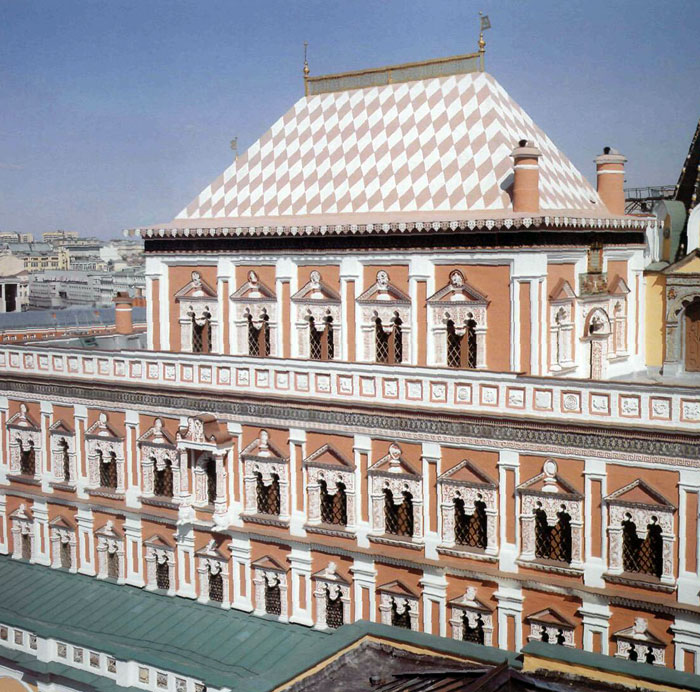
Il livello superiore del Palazzo dei Terems oggi.

Il Palazzo dei Terems, o Palazzo Teremnoy (in russo Теремной дворец?) è un palazzo russo situato nel Cremlino di Mosca. È stato la principale residenza degli zar russi durante il XVII secolo, fino a quando la capitale non venne trasferita da Mosca a San Pietroburgo.
l palazzo venne edificato tra il 1635 ed il 1637, ad opera di Bajen Ogurtsov, Trefil Chatourine, Antip Konstantinov e Larion Ouchakov. Questo piccolo edificio in mattoni rappresenta un'opera prima, la cui architettura si ispira alle tradizionali isbe russe in legno.
Il palazzo è distribuito su cinque piani. L'acqua, le forniture e il cibo erano conservati al piano terra; il primo livello era invece occupato dagli atelier della zarina, dove erano confezionati i vestiti della famiglia reale. Il secondo piano comprendeva una sala da bagno, approvvigionata da una torre per l'acqua. Al terzo livello, con vista sul fiume, si incontravano gli appartamenti dello zar, una camera da letto, una sala per le preghiere, la sala del trono e la sala dello scrittoio. Di fronte a questo si trovava una cassa destinata a raccogliere le petizioni. L'ultimo piano all'interno del tetto ospita la sala dove veniva convocata la Duma dei Bojari.
Il Palazzo dei Terems ha svolto funzione di residenza degli zar fino alla fine del XVII secolo. In seguito al trasferimento della capitale, l'edificio, così come altri luoghi del Cremlino di Mosca, cadde in disuso. Dopo il 1753, venne progettata, ad opera di Francesco Bartolomeo Rastrelli, una nuova residenza imperiale da inserire in luogo delle antiche camere: il Palazzo dei Terems divenne così l'alloggio per i funzionari del nuovo palazzo. Durante il XIX secolo, quando già il Palazzo era divenuto parte del complesso del Gran Palazzo del Cremlino, divenne sede di un archivio.
Le pareti esterne, riccamente decorate, sono dipinte di rosso, giallo e arancio. Le raffinate finestrature bianche sono artisticamente scolpite e decorate da intagli rossi. Tutta la porzione superiore dell'edificio risale agli anni 1635-1636.
Attualmente il Palazzo dei Terems, così come tutti gli altri edifici del complesso del Gran Palazzo, è parte della residenza ufficiale del Presidente della Federazione Russa.

### Camera d'oro della zarina
L'edificio relativamente piccolo situato all'estremo nordorientale del complesso palaziale - in prossimità della Cattedrale della Dormizione e della contigua Chiesa della Deposizione del Manto della Vergine - è chiamato Camera Dorata della Zarina (in russo Золотая Царицына палата?). Posta a conclusione del Gran Palazzo del Cremlino, essa venne praticamente assorbita da questo durante gli anni Quaranta dell'Ottocento, in maniera tale da poter esser accessibile solo dal Salone di San Vladimiro.
L'anno esatto della costruzione della camera non è noto, ma fu quasi certamente eretta durante il regno di Fëdor I - alla fine del XVI secolo - pensata da questo come spazio residenziale e di ricevimento per la propria sposa, la zarina Irina Fjodorowna, sorella del futuro zar Boris Godunov. All'interno della Camera Dorata esiste una sala da ricevimento piuttosto ampia, le cui pareti sono impreziosite da ritratti di zarine e principi della cultura cristiana ortodossa. Probabilmente, l'edificio deve il proprio nome all'esecuzione di tali pitture su fondo dorato.